# Verkhni-Noiber
Verkhni-Noiber (en rus: Верхний-Нойбер) és un poble de la república de Txetxènia, a Rússia, segons el cens del 2022 tenia 5.179 habitants.